# Michelle Courtens
Michelle Courtens (Venray, 3 augustus 1981), beter bekend onder haar artiestennaam Michelle, is een Nederlandse zangeres en celliste, die bekendheid verwierf met haar deelname aan het Eurovisiesongfestival 2001.

## Biografie
Michelle werd geboren in het Limburgse Venray. In 1998 begon ze een opleiding lichte muziekzang aan het Conservatorium Amsterdam. Zij studeerde in 2003 cum laude af aan richting Jazz Zang en Cello en deed vervolgens de masteropleiding. Op 2 maart 2001 deed ze mee in de finale van het Nationaal Songfestival 2001, nadat ze de voorronde had overleefd. Ze trad hierin op met het alternatieve popnummer Out on my own. Ze won de finale met 84 punten (30 meer dan de nummer 2). Ze kreeg zowel van het publiek als van de vakjury de meeste punten, respectievelijk 50 en 34.
Op het Eurovisiesongfestival in Kopenhagen, Denemarken kreeg ze echter weinig punten. Ondanks haar historische optreden (zittend en op blote voeten) kreeg ze niet meer dan zestien punten en eindigde slechts op de achttiende plaats. Consequentie was, volgens het toen geldende reglement, dat Nederland in 2002 niet aan het festival mocht deelnemen.
Out On My Own behaalde in maart van dat jaar, ondersteund met een alarmschijf, nog een negende plaats in de Nederlandse Top 40 en een tiende plaats in de Mega Top 100; uniek voor een songfestivalnummer. In 2002 probeerde de zangeres haar carrière een nieuw leven in te blazen met de release van de single Coming Up Roses. De single werd echter nauwelijks opgemerkt door het publiek. Michelle studeerde in 2003 cum laude af aan het conservatorium van Amsterdam en werd toegelaten tot de Masteropleiding. Courtens schreef het themalied voor de Femme van het Jaar verkiezing die in 2009 georganiseerd werd door Stichting FemFusion. Het lied heet Boobs ’n Brains.
Courtens speelde in de musicals Chess en Waanzinnig gedroomd. Als celliste begeleidde ze artiesten als Jim Bakkum, Ellen ten Damme en Marlayne Sahupala.
In 2018 en 2019 speelt zij mee in de band van Sjors van der Panne, waar ze ook accordeon en basgitaar speelt.
Sinds 2018 heeft zij een relatie met Bregje Bugter.
In 2020 is Michelle begonnen aan de studie Verpleegkunde. Zij hoopt haar muzikale talenten te kunnen combineren met de zorg voor anderen.